# ویتووو (استان پودلاسکی)
ویتووو (به لاتین: Witowo) یک روستا در لهستان است که در گمینا دوبیچه تسرکیونه واقع شده‌است.